# Переполох (фильм, 1981)
«Переполох» (англ. Ruckus) — американский художественный 1981 года, боевик, снятый режиссёром Максом Кливеном.

## Сюжет
Кайл Хэнсон — вьетнамский ветеран, оказавшийся волей случая в Алабаме. Когда Кайл останавливается в своём потёртом френче в небольшом городке, чтобы перекусить, к нему начинают докапываться местные хулиганы. Кайл, используя свой боевой опыт, даёт отпор этим парням.
С этого времени Кайл становится врагом для тех, кого он невольно обидел. Местные парни объявляют его в негласный розыск, они хотят найти его, чтобы отомстить. Приют Кайлу предоставляет Дженни Белоуз, муж которой пропал без вести во Вьетнаме.

## В ролях
- Дирк Бенедикт — Кайл Хэнсон
- Линда Блэр — Дженни Белоуз
- Бен Джонсон — Сэм Белоуз
- Мэтт Кларк — Сесил Грант
- Ричард Фарнсуорт — шериф